# IJszeekathedraal
De IJszeekathedraal (Noors: Ishavskatedralen) staat in het stadsdeel Tromsdalen van de Noorse stad Tromsø. Het gebouw  werd ontworpen door Jan Inge Hovig. Anders dan de naam doet vermoeden is het geen kathedraal maar een kerk. De kathedraal van de stad staat namelijk aan de overkant van het water.
Het gebouw is opgebouwd uit beton, dat aan de buitenzijde met aluminium bekleed is en heeft zowel aan de voor- als achterkant een glazen gevel. Deze is aan de voorkant 35 meter hoog. Het ontwerp symboliseert de ijsbergen, het poollicht en de poolnachten.
De kerk werd op 19 december 1965 ingewijd door bisschop Monrad Norderva. In 1972 werd aan de oostwand een 23 meter hoog gebrandschilderd raam toegevoegd met een oppervlakte van 140 m².
De IJszeekathedraal wordt ook wel de Opera genoemd omdat deze doet denken aan het Sydney Opera House.

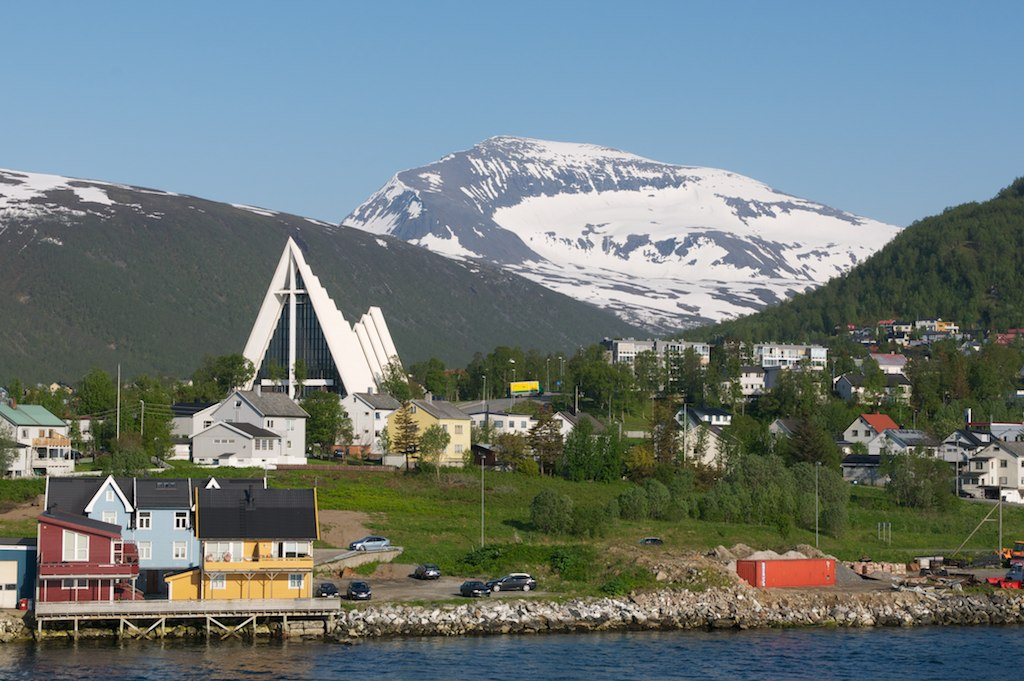
Omgeving
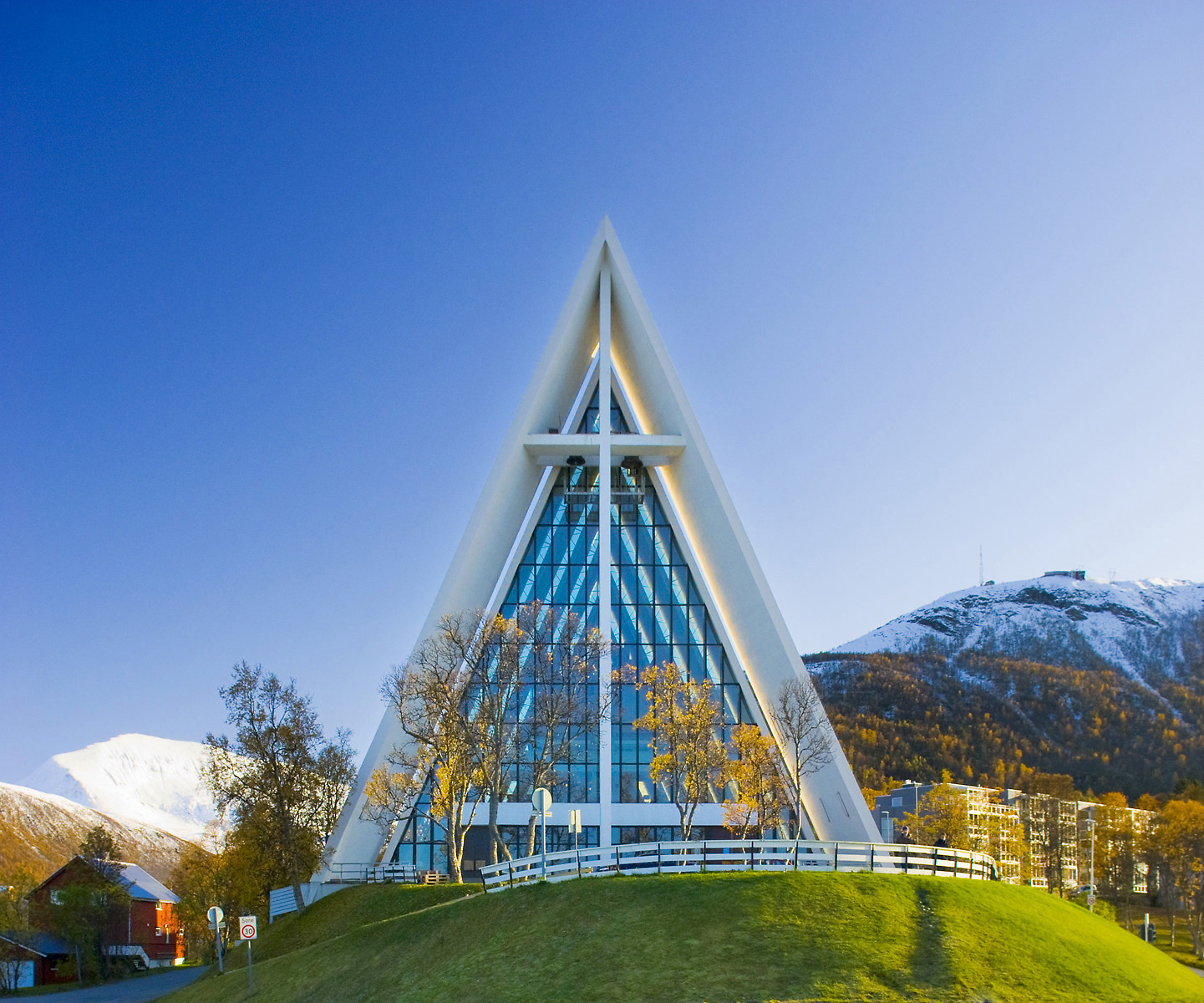
Vooraanzicht
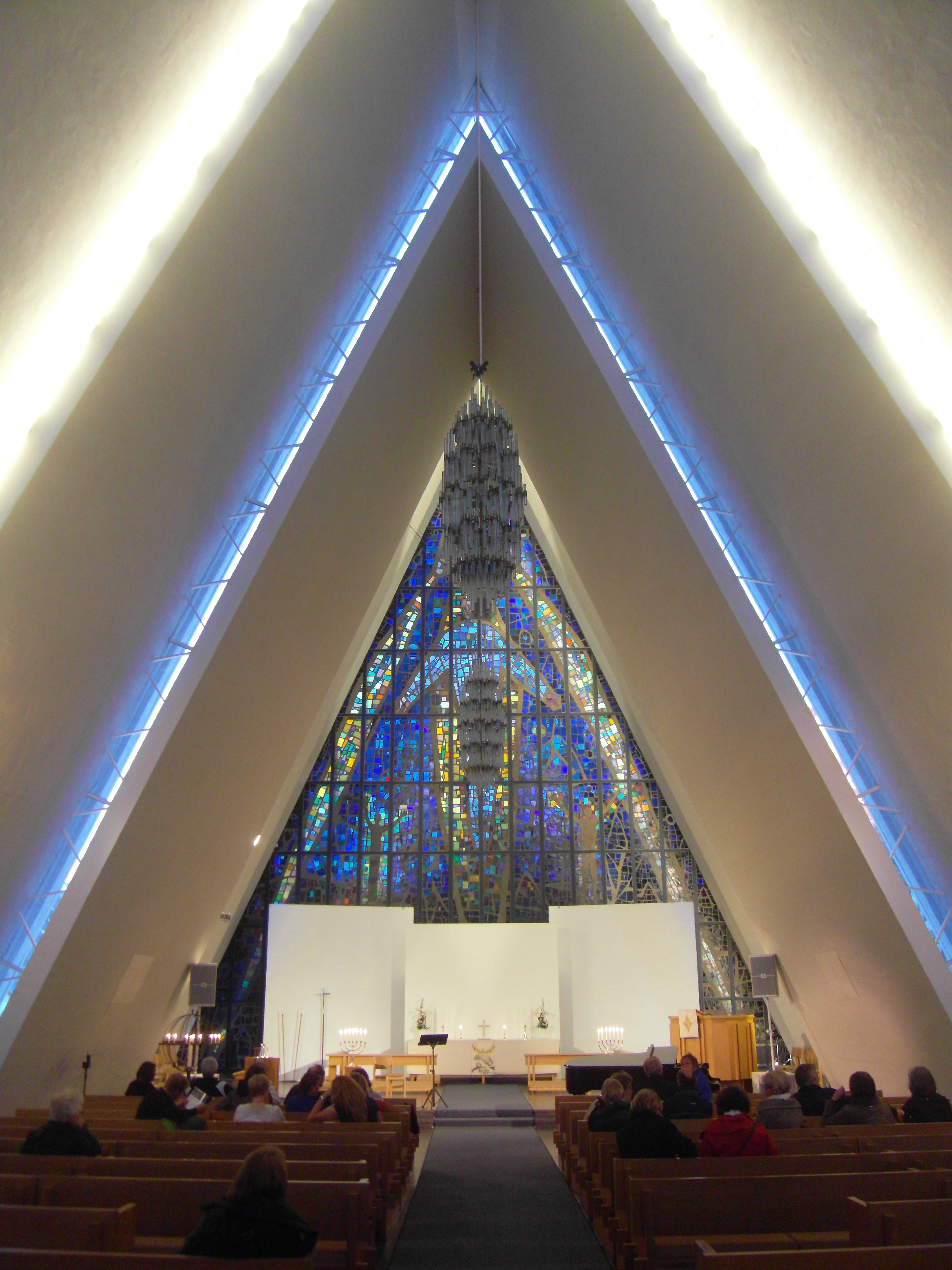
Interieur
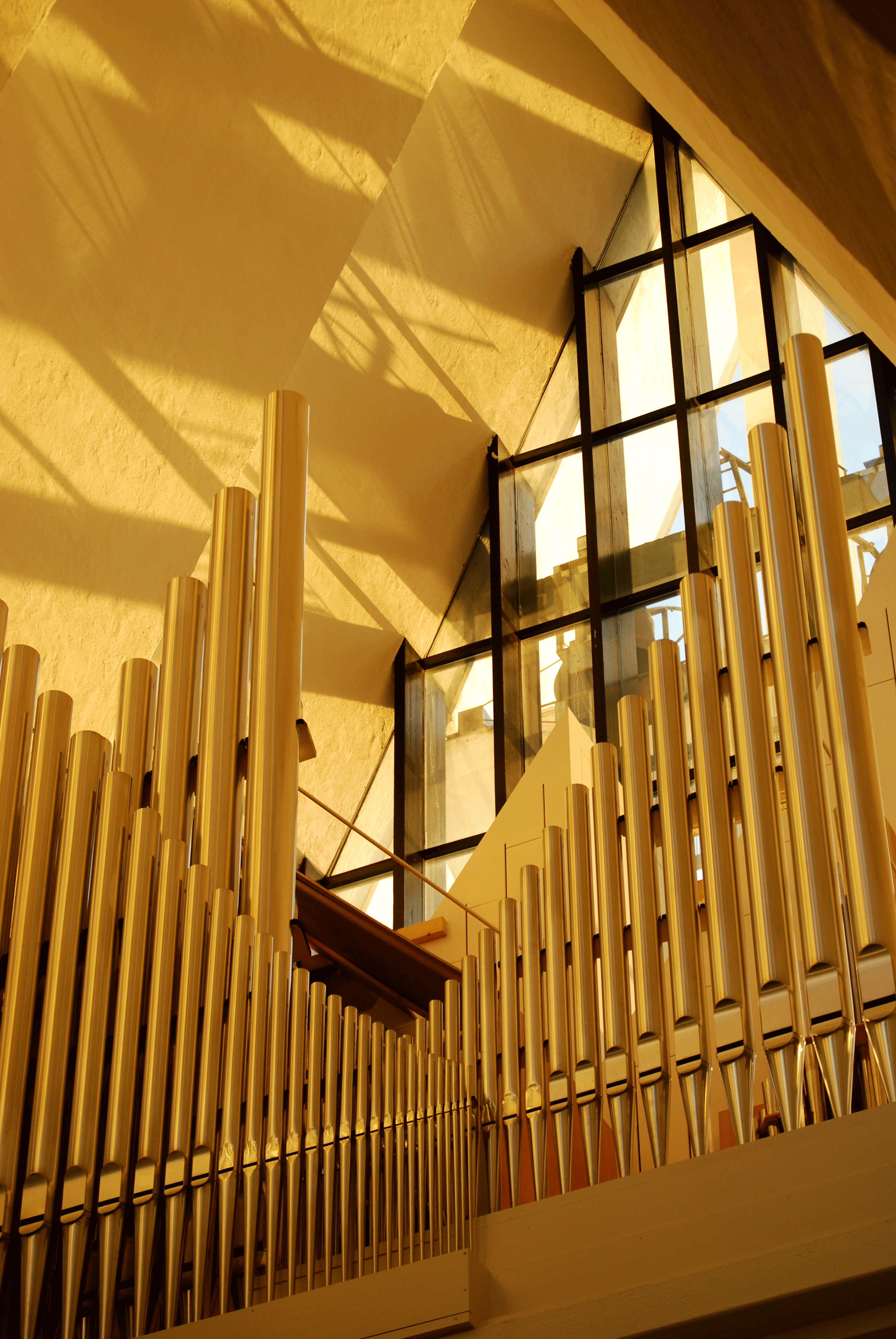
Orgel